# Sepulcro de Fernando VI
El sepulcro de Fernando VI es un enterramiento y conjunto escultórico que alberga los restos de ese rey de España en la iglesia del edificio que albergó el convento de las Salesas Reales.

## Historia
Bárbara de Braganza, esposa de Fernando VI de España, había fundado el Real Convento de la Visitación (vulgo de la Salesas Reales) en 1748. 
La reina había previsto su fundación como lugar de retiro en caso de quedarse viuda. Finalmente la reina moriría antes que su marido, en agosto de 1758, depositándose su cuerpo en las bóvedas del convento de las Salesas Reales a la espera de la construcción de un enterramiento definitivo. 
Fernando VI moriría un año después que su esposa el 10 de agosto de 1759. Su cuerpo sería depositado en las bóvedas del convento de las Salesas donde se encontraba también el de su esposa.
Su hermano y sucesor en el trono de España, Carlos III, mandó construir un sepulcro en la iglesia del convento según diseño de Francisco Sabatini. De la ejecución del sepulcro se encargó Francisco Gutiérrez Arribas. El sepulcro se encontraba a espaldas del de su esposa, siendo accesible por el público al encontrarse en el muro norte de la capilla lateral de la iglesia dedicada a San Francisco Javier en el lado de la Epístola.
Por su parte, el sepulcro de su esposa se construyó también por orden de Carlos III, a espaldas del de Fernando VI, en medio del coro bajo de las religiosas (actual capilla del Santísimo). El sepulcro de Bárbara de Braganza se sigue conservando en ese lugar.
Tras haber finalizado la construcción de sendos sepulcros, los cuerpos de Fernando VI y su esposa serían trasladados a estos, de forma solemne, el 19 de abril de 1765. La traslación estuvo presidida por Luis Fernández de Córdoba, arzobispo de Toledo y Buenaventura de Córdoba Espínola de la Cerda, patriarca de las Indias.

## Descripción
En sepulcro es de estilo neoclásico y se encuentra enmarcado en un arco de medio punto. Está realizado en mármol de distintos colores. 
Sobre un pedestal se alza una urna de pórfido en cuya parte frontal se dispone un relieve representando a Fernando VI protegiendo las Bellas Artes. A ambos lados de esta urna se disponen sendas estatuas representando la Justicia y la Abundancia a tamaño natural. Sobre la urna se dispone un niño que levanta una rica tela simulada por pórfido para descubriendo el sepulcro. Encima de la tela se dispone un almohadón sobre el que se posan dos bolas del mundo rematadas por una corona real. Otra figura de niño, llorando, apoya su codo sobre esta corona. Encima de este conjunto surge, como en vuelo, una alegoría del Tiempo sosteniendo un medallón ovalado con el retrato del rey.

El pedestal del sepulcro cuenta con una inscripción latina compuesta por Juan de Iriarte:
Hic jacet hujus Coenobii Conditor Ferdinandus VI Hispaniarum Rex, optimus Princeps, qui sine liberis, at numerosa virtutum sobole patriæ obiit IV. Id. Aug. An. MDCCLIX. Carolus III. fratri dilectissimo, cujus vitam regno praeoptasset hoc moeroris, & pietatis monumentum.

(en español, Aquí yace el fundador de este monasterio Fernando VI, rey de la Españas, óptimo príncipe que murió sin hijos, pero con numerosa prole de virtudes. Padre de la patria, murió el 10 de agosto de 1759. Carlos III, su hermano amantísimo, dedicó este monumento de tristeza y de piedad a su queridísimo hermano cuya vida hubiera preferido al trono.)
En la clave del arco del medio punto que alberga el sepulcro se disponen las armas reales de España, sostenidas por una figura de la Fama y un niño.

### Individuales
1. ↑  «Fernando VI y Bárbara de Braganza». Revive MADRID. Consultado el 30 de enero de 2023.
2. ↑  Jara, Javier. «CEMENTERIOS DE MADRID: SEPULTURA DE LA REINA BÁRBARA DE BRAGANZA». CEMENTERIOS DE MADRID. Consultado el 30 de enero de 2023.
3. ↑  Polentinos, 1916, p. 282.